# Reinwardtoena browni
Reinwardtoena browni é uma espécie de ave da família Columbidae.
É endémica da Papua-Nova Guiné.